# オーディンスフィア
『オーディンスフィア』（Odin Sphere）は、ヴァニラウェアおよびアトラスが開発し、2007年5月17日に発売されたPlayStation 2用ロールプレイングゲーム。
『オーディンスフィア レイヴスラシル』（Odin Sphere Leifthrasir）のタイトルでPlayStation 4、PlayStation 3、PlayStation Vitaにてリメイクされ、2016年1月14日に発売された。

## 概要
開発は『プリンセスクラウン』の制作に携わった神谷盛治らヴァニラウェアが担当し、作曲は『伝説のオウガバトル』などを手がけた崎元仁を始めとするベイシスケイプのスタッフが担当した。ワーグナーの楽劇ニーベルングの指環をベースに、戦争に翻弄される人々と世界の終焉を描いた叙事詩。イベントシーンは演劇調になっており、複数の人物の物語を観賞しながら終末の予言の謎を解き明かしていく。
手描き調の絵本のような幻想的な絵柄が特徴。「五つの災厄」によって滅びるという予言の残る大陸を舞台に、5人の主人公の物語が紡がれる。タイトルにオーディンの名がついている通り、登場人物や設定は北欧神話と指輪物語を参考にしている。
6つの物語に分かれており、物語ごとに主人公が異なる。RPGだがアクション要素が強く、横スクロールバトルで各ラウンドをクリアしていく。
本作は全世界で50万本のヒットとなり、ヴァニラウェアの代表作となった。

### オーディンスフィア レイヴスラシル
2015年7月20日にニコニコ生放送にて「アトラス×ヴァニラウェア新本格HDプロジェクト」として『オーディンスフィア レイヴスラシル』のタイトルでリメイクされることが発表された。PS2版から9年ぶりとなる2016年1月14日にPlayStation 4、PlayStation 3、PlayStation Vita用ソフトとして発売されクロスセーブにも対応する。「レイヴスラシル」(Leifthrasir)は生命を受け継ぐ者という意味で、古ノルド語のリーヴスラシル（Lifthrasir）が元になっている。
グラフィックがHD化されより緻密になっている。また、ゲームシステムにもPS2版をプレイしたユーザーからの意見や、後発の『朧村正』や『ドラゴンズクラウン』などを参考に大きく手が加えられており、スピーディーかつ快適に遊びやすくなっている。新しい中ボスや、新マップ、新アクション、新BGMも追加される。PS2版ではゲームジャンルは「ロールプレイングゲーム」とされていたが、本作ではアクション性が上がったことにより「2DアクションRPG」に変更されている。
なお、PS2版と同様のシステムでHD化された「クラシックモード」(Classic mode)も収録され、「リファインモード」(Refine mode)と切り替えが可能。
プロデューサーの神谷盛治は当初はただの移植の予定が大改造になってしまったと語っており、リマスターではなく「リ・クリエイト」だとしている。

### 体験版
2016年1月8日よりPlayStation StoreでPS4、PS3、PS Vita用の無料体験版がそれぞれ配信開始された。本編とは異なり、5人のキャラクターから1人を選択可能で、10のステージから構成されたオリジナルのマップをクリアするもの。ストーリー要素はなくアクション要素の体験版となる。データのセーブは不可能のため製品版へのデータ継承は無い。スタートせずに放置することで5人のキャラクターのデモンストレーションムービーを見ることもできる。

## 物語

### 序章
むかしむかし、あるところにアリスという女の子がいました。
ある日、アリスは屋根裏部屋にある書庫で1冊の古い本を見つけたのでした。その本の名前は「ワルキューレ」。アリスは椅子に座ってその本を読むことにしました。それは、とてもとても不思議な物語でした…。
エリオンと呼ばれる大陸には神々や妖精、そして様々な魔物たちが住んでいました。
その中でも最も強大な力を持っていたのが魔法大国「バレンタイン」でした。この国には魔石を生み出すことのできる「魔力の結晶炉」があったのでした。この魔石を精製することで魔力を蓄積し成長する武器「サイファー」を作ることができ、これを手にすれば誰でも魔法を使えるようになるのでした。
しかし、バレンタインはある日、一夜にして謎の滅亡を遂げたのです。
そして、滅亡したバレンタイン跡地に残っていた魔力の結晶炉を巡り、魔王オーダインの収める北の大国「ラグナネイブル」と南に位置する妖精の国「リングフォールド」の間で、血で血を洗う大きな大きな戦さが起こったのでした…。

### 5つの物語
エリオンの中で巻き起こる争乱と終焉を描いたものであり、5人の主人公の視点によって描かれる。第一の物語から始まり、ストーリーを完了する毎に次の物語をプレイする事が出来る。5つ全ての物語が終わると、五つの災厄による世界の終わり、「終焉」が始まる。

#### 第一の物語「ワルキューレ」
グウェンドリンが主人公の物語。時系列上では最も遅く始まり、最も遅く終わる。タイタニアとは一切関わらない。
魔王オーダインの娘、グウェンドリンは優秀なワルキューレとして戦場を駆けていた。全ては父の寵愛を得るためである。姉グリゼルダが持っていたサイファーの槍を受け継ぎ、奔走するグウェンドリンだったが、オーダインの寵愛は亡国バレンタインの王女、ベルベットに向けられるのみ。それでも一途に父を慕うグウェンドリンは処刑されそうになったベルベットを救い、その咎で厳罰を受ける。それは魔法によって眠りにつき、目覚めて最初に見た男に心を奪われるというもの。そして目覚めたグウェンドリンが見た者は、リングフォールドの魔剣使い、仇敵オズワルドだった…。

#### 第二の物語「呪われ王子の冒険」
コルネリウスが主人公の物語。時系列上では「運命と共に」とほぼ同時刻に始まり、最も早く終わる物語である。
タイタニアの王子コルネリウスは、亡国バレンタインの王女、ベルベットの恋人だった。ある日、愛を告げようとベルベットの元に赴くコルネリウスだったが、気がついた時彼の姿は獣に変わっており、死の国エンデルフィアに倒れていた。そして謎の声からサイファーの剣を獲得したコルネリウスはエンデルフィアから脱出し、己の身にかかった呪いを解く方法を探して奔走する。

#### 第三の物語「妖精の国の物語」
メルセデスが主人公の物語。時系列上では「死と闇黒の剣」と同時刻に始まり、二番目に遅く終わる。
リングフォールドの王女メルセデスはその幼さも相まって世間知らずなお転婆娘だった。だがコルドロンを巡る戦いの中で母である現女王エルファリアを失った事で彼女を取り巻く環境は一変する。ラグナネイブルに奪われたコルドロン、信頼していたメルヴィンの裏切り、そして妖精そのものの絶滅の危機…。数々の苦難に晒されるメルセデスだったが、森で出会ったカエルや家臣達の助力を得て、女王として成長していく。

#### 第四の物語「死と闇黒の剣」
オズワルドが主人公の物語。時系列上では「妖精の国の物語」と同時刻に始まり、「ワルキューレ」の後半と交替する形で終わる。
魔剣を振るうリングフォールドの剣士、オズワルドはその強大な力によって賢竜ハインデルを殺した。全ては養父メルヴィンの願いを叶えるためである。本当の両親に捨てられたオズワルドは妖精であるメルヴィンに育てられ、その恩義に報いるべく彼の命令を遵守した。だが次第に彼の体は魔剣の呪いに蝕まれ、そしてメルヴィンの真意を知って絶望する。そんな彼の支えとなったのは、戦場で出会い、そして死の国で自分を導いた「青い鳥」の半身、グウェンドリンだった。眠りについたグウェンドリンを目覚めさせ、愛を通わせるためにオズワルドは行動する。

#### 第五の物語「運命とともに」
ベルベットが主人公の物語。時系列上では最も早く始まり、「死と闇黒の剣」と同時刻に終わる。
イルリットの森の奥に住む少女、ベルベットは亡国バレンタインの王女であった。コルネリウスと愛を通わせるベルベットであったが、彼女には実の母による”呪い”と”死”の予言が遺されていた。やがてベルベットは己と世界の未来に待つ終焉を止めるため、コルドロンを完全に停止させるべく奔走することになる。

## 用語

### 土地
エリオン
多くの人間や獣、死霊、妖精達が住まう大陸。円を描く形で大地が広がっており、中央の内海はリングフォールドの東西にある海峡を通じて南側の大海と繋がっている。西は流氷が浮かぶ極寒の海、東部は火山地帯であり、東北部には密林が広がっている。また、終焉の予言の通りいずれ滅んでしまうとされている。
バレンタイン王のコルドロンによるレヴァンタン育成と、ガロンの覚醒をきっかけにして「終焉」が始まり、大地の命は次々に奪われる。
ラグナネイブル
またの名を「魔王の国」と言い、その名の通り”魔王”オーダインが治める北方の軍事大国。
首都ネビュラポリスは、尖塔が密集した市街地の中に一際巨大な城がそびえ立つという、大国にふさわしい威容を誇る。時間は常に夜で、星々が光跡を残しながら円軌道を描き、その間を流れ星が落ちてゆく幻想的な夜空を見られる。また、健康体の者は総じて戦士であり、女性はワルキューレ、男性はバーサーカーとなる事が義務づけられている。この国の文化においては戦士として戦い、勝利し、いずれ戦いの中で死ぬ事が最大の名誉とされている。一方で、戦場で傷を負って戦えなくなったワルキューレは王が定めた男の物となり、子を産む役目を担わされる。それはワルキューレ達にとってこの上ない不名誉であり、生き残る位なら死を選ぶ節さえある。現在、大陸全土の支配を目指しており、エンデルフィアから魔石を盗んで武器を造り、リングフォールドとコルドロンを巡って戦争を繰り返している。
リングフォールド
「妖精の国」とも呼ばれ、密林に妖精達が暮らしている南方の国。
フォゾンに満ちた樹林の中にある国で、フォゾンを吸収して生きる者達が住んでいる。妖精の他にもリリパットなどの種族がおり、気品と威厳に溢れた女王に忠誠を誓い、女王の統制によって共存している。バレンタイン滅亡後は、隣国であったためにその跡地をコルドロンとともに手に入れた。その結果、フォゾンを集めるコルドロンによって繁栄していたが、それを奪おうとするラグナネイブルの侵略を受けており、抗戦を余儀なくされている。女王をはじめ基本的には平和主義であり、侵攻されない限り望んで戦いを起こそうとはしない。
タイタニア王国
普通の人間達が住む東方の国。
かなり古くから存在している歴史ある大国であり、その歴史の中で強大な力を持つ秘術を編み出しており、王族達にのみ伝えられている。賑やかな城下町が特徴的で商業も盛んであるが、法律が厳しく、法に従わぬ者は勿論、法に異を唱えた者でさえも即座に打ち首にされる。かつて魔獣によって滅びの危機に晒されたが、若き日のエドマンド王によって倒され、国は救われた。しかしそのエドマンド王も年老いて臆病になり、今は過剰なまでに平和を維持しようと圧政に近い政治が横行し、国民達の不満は絶えない。地下には広大な用水路が広がっている。
エンデルフィア
「死の国」「死者の国」「冥界」と様々な呼び方がある、暗闇と荒涼とした渓谷が広がる北西の国。
本来同じ世界には有り得ない筈の死後の世界であり、女王オデットによって生者の世界に死者の国として存在している。ここで多くの死者は安らかな眠りを与えられるが、罪を犯した者はレブナントやガイストとなって苦しみ続けている。その出入り口は迷宮と化した渓谷が広がっており、無事にエンデルフィアに入れる道を知っているのはオーダインと三賢人のみである。だが、たとえ入る事が出来たとしても生者が踏み入る事は一切許されておらず、捕まればオデットによって死霊にされ、永遠の苦しみを強いられることになる。
ボルケネルン
「炎の国」とも呼ばれる、活火山の洞窟内の国。最奥には神殿がそびえ立つ。
バルカンとサラマンダーだけが生きている灼熱の大地であり、それ以外の者が踏み入ればあまりの高熱に体力を消耗してしまうほどの過酷な環境である。エンデルフィアと同じく出入り口を知る者は限られており、たとえ入る事が出来たとしても王であるオニキスの許可が無ければ歓迎される事は無い。最奥の神殿には原初の時代から存在する炎が灯っており、バルカンやオニキスはそれを宝として大事にしている。
バレンタイン
かつて魔法で栄えたものの謎の滅亡を遂げた大国、バレンタイン王国の首都があった場所で、現在は隣接しているリングフォールドの領地の一端として扱われている。
今では荒れ果てた盆地となっており、滅びの原因となったコルドロンは今もその中心に存在している。かつての王城なのか巨大な廃墟が遺っており、その地下にはプーカ達が隠れ住んでいる。また、ラグナネイブルとリングフォールドがコルドロンを巡って争う戦地でもある。
プーカの町
バレンタインの首都跡地の地下に広がるプーカ達の街。
プーカ達が秘密裏に造り出した地下街で、バレンタインにまつわる者しかその存在を知らない。プーカと化した者達の拠点であり、呪いを解くためのバレンタイン製コインは個々に集められている。彼等が得意とする料理の店が立ち並び、材料とレシピを持っていけば美味しい料理を食べる事が出来る。
イルリットの森
ラグナネイブルとタイタニアの間、東北に広がる巨大な森林。
多くの実りを得る事が出来る豊穣の地であり、同時に危険な獣や虫達が生息している。その最奥には水が敷き詰められた湿地帯が広がり、その側にはベルドーの庵が建っている。
ウィンターホルン山
エリオンの西部に存在する巨大な山。
周囲を囲う山々には常に雪が積もり、不用意に踏み入る者は吹雪に凍え、獣達に襲われる。雲をも突き抜ける山頂には賢竜ハインデルが棲んでおり、山頂まで辿り着いた者の質問に答える。オズワルドによってハインデルが殺された後はワーグナーが棲み着き、さらに危険な土地となった。

### 魔力を持つ品々
コルドロン
かつてバレンタインの繁栄の源であった巨大な魔力の結晶炉。周囲のフォゾンを集めたり、魔石を造り出すことが出来る。その機能故に国家間の覇権争いや種族の存亡、果てには世界の終焉に関わる重要なカギで、本作で繰り広げられる争いの原因になっている。
ティトレルの指輪
コルドロンを操るために必要な金色の指輪。元々はバレンタイン王の持ち物だったが、その死後エルファリアの物となった。だが絡み合う思惑によって様々な者達の手を行き交うことになる。
魔石
死の国に存在する鉱石であり、オデットが持つ宝石。サイファーを造る原材料として重要視されているが、死の国にあるために得る事は非常に難しい。魔石を手にして戻ってこられるのは、死の国の抜け道を知るオーダインのみである。一応、大量のフォゾンとコルドロンがあればエンデルフィアの外でも造る事ができる。
サイファー
魔石から造り出す事が出来る特殊な宝石。魔石から造るには特殊な技術が必要であり、ドワーフ族しか持っていない。フォゾンや魂を吸収することでより力を強める生きた宝石であり、武器に搭載する事で竜をも殺める強大な力を発揮する。しかしその力は自然の摂理に反するものであり、サイファーの武器を持つ者はオデットに疎まれ、竜に憎まれる。
バロール
オーダインが持つ鎖付き鉄球型のサイファーの武器。「青い一つ目」「邪眼」とも称され、その形状に見合った強大な攻撃力を備える史上最強のサイファーである。
魔剣（まけん）
かつてブロムが造り、メルヴィンの願いによって死の国の力を持った特殊なサイファーの剣であり、本編ではオズワルドが持つ。それを持つ者は竜をも殺す強大な力を得るが、それと引き換えに死の国に魅入られ、やがてはさまよう悪霊バグベアへと変わってしまう。その力はサイファーの中でも特に異質なものであり、天と地と摂理に仇為す邪悪な武器である。

### エネルギー・現象
フォゾン
「魔素」とも呼ばれるエネルギー体。得る者に力を与え、木々に豊穣を与える。世界に満ちているがリングフォールド以外では希薄であり、生者が死ぬ瞬間にも生じるため、サイファーの武器を持つ者達は敵を殺めた際に生じるフォゾンを吸収させている。
原初の炎
ボルケネルンの最奥に建つ神殿に安置されている炎。世界が生じた原初の時代から存在しているものであり、「炎の国」の秘宝である。だがバレンタイン王によってレヴァンタンを強大に成長させるための餌にされている。
プーカの呪い
相手を兎に似た獣の姿に変容させる魔法。その効果は強大であり、一度変じた者は如何なる魔法をもってしても元の姿に戻る事は出来ない。作中の言動と描写からプーカである限りは不老であるが、不死ではないことがわかる。またどんな高位の魔法使いも魔法が使えなくなり、死してレブナントになったとしても、自我を失わない。だがそれは永劫の苦しみから逃れられないという事である。
唯一呪いを解く方法は、生前のバレンタイン王が制作した魔法のコインを全て集める事である。しかも、その全てが感謝の念を込めて贈られたもの(盗み等で手に入れたものは無効)でなければならず、それを果たす事は非常に難しい。
ダーコーヴァの秘術
タイタニアの王族にのみ伝わる術。その効果は使用者を三つ首の巨大な獣に変えるもので、凄まじい力を得ることができる。だが引き換えに使用者の心を蝕み、あらゆる者を獲物としてしか見られなくなる。かつてガロンが使用し、心を蝕まれるままに自国を破壊して死んだ。しかし死してなお獣性は残り、イングヴェイの秘術使用に呼応して暴走しようとしている。近年、ダーコーヴァの獣を制御する方法が編み出されたらしい。

## 終焉の予言
終焉の予言とはエリオンに伝わる、何時の日か訪れる世界の破滅の事である。バレンタインに伝わるものと、タイタニアの先王、ガロンがまとめた叙情詩「エリオン叙情詩」の二種類があり、どちらも要約すると「世界は“獣”“死の王”“炎”“大釜”“竜（蛇の王）”の五つの災厄によって滅びる」とするものである。大釜”がコルドロン、“竜（蛇の王）”がレヴァンタンという名前であるという事以外、一切が謎に包まれている。

### バレンタインの予言
絶望の獣は人を喰らい 希望を砕く 枷の外れた死の狂乱は 生命の光を弄ぶ

荒れ狂う紅蓮の進軍が 玉座の周りを焼き払い 絶望を吐き出す大釜に 大陸の古き血が煮えたぎる

最後の竜レヴァンタンが 血の石を飲み下せば 道は閉ざされ 虚無が世界を覆わん

### エリオン叙事詩
第1節

大釜の炎で大地は沈む

鏃と刃で底打てど

たぎりは溢れん

ただ歩をば戒めるのみ

第2節

燭々たる6つ眼の獣が駆ける

救いの御手の導き手

苦痛を払うるは我が息子

第3節

死の凱旋で冥府の王は現る

漆黒を脅かすは

時に亡き彼の主の影

第4節

森を焦がし灼熱が来たる

人には抗えぬ炎の奔流は

いずれ世界樹に阻まれ消える

第5節

蛇の王が残りを喰らい尽くす

混沌と炎から生じ

母の手で眠る

大地に生命は絶え

終焉が満ちる

## 登場人物

### 本の読者
アリス
声：こじまかずこ
とある家の屋根裏で、「オーディンスフィア」という名の絵本を読む小さな女の子。全ての物語は彼女が本を読むという形で進行していく。一番の友達は黒猫のソクラテス。
ソクラテス
アリスの家で飼われている黒猫。

### 各話の主人公達
グウェンドリン
声：川澄綾子
『ワルキューレ』の主人公。魔王オーダインの次女。銀髪に紫色の瞳をした美しい少女。
戦場では青い翼の付いた鎧をまとい、姉・グリゼルダから継いだサイファーの槍で勇敢に戦うワルキューレで、「オーダインの魔女」と畏れられている。物語の中盤からは髪を下ろし、母親の形見のドレスを着た姿も見られる。
冷淡な父親の寵愛を得ようと必死に戦うも一向に顧みられず、敬愛するグリゼルダが戦死しても全く悲しんだ様子を見せない父に、深い葛藤と自己への疑問を持ち始め、たびたび自分の前に現れる青い鳥に本音を吐露しては一人泣き崩れている。
ベルベットとイングヴェイはかつてオーダインがバレンタイン国王女との間にもうけた子で、グウェンドリンにとって異母兄姉にあたる。オーダインがベルベットを娘として愛しつつも王という身分からかばう事が出来ずにいる事を知ると、彼のために自らの地位を捨ててベルベットを助け、オーダイン自らの手によって眠りの呪いをかけられる。そして自らを目覚めさせたオズワルドに次第に惹かれていく。
実は父であるオーダインからは「眠りの魔法」しかかけられておらず、「目覚めたときに見た者を愛する」という魔法はかかっていないことを、オズワルドの章で知ることになる。つまり辺境の古城での物語において、彼を目にしたグウェンドリンが赤面するシーンは、彼女の心からの思いによって感情が昂ぶっていることがわかる。
モデルとなったのは人間の剣士と結ばれ、子を授かったとされるワルキューレのブリュンヒルデ。
コルネリウス
声：浪川大輔
『呪われ王子の冒険』の主人公。 タイタニアの王子。金髪碧眼の美青年だが、プーカにされてしまう。
王族としての誇りと気品に溢れた勇敢な性格だが、同時にやや世間知らずで青臭い理想を掲げる事も多い。ベルベットとは互いに想い合う恋人同士で、ある日愛を伝えようと出向くが、気がつけば不思議な獣の姿にされ、しかも生きながらにしてエンデルフィアで倒れていた。そこで祖父ガロンからサイファーの剣を与えられ、プーカの呪いを解こうと奔走する。彼の章で事件を解決した後、父から王権を受け継ぐように言われるが、プーカが王になることは国民が納得しないだろうということで辞退する。その後、ベルベットに愛の告白をしながら自分の身を顧みて身を引くが、それでもなお自分を慕う彼女の必死の想いに応えることとなる。
メルセデス
声：能登麻美子
『妖精の国の物語』の主人公。 リングフォールドの幼い姫。蝶の羽根と金色の髪に白い花の冠を被った可憐な少女。
その外見通りお転婆で世間知らずな面の目立つ幼い性格をしている。だが妖精の国の女王、母・エルファリアの死により否応なしに女王として立つことを求められる。そして周囲の支えを得ながら、やがてはエルファリアに見紛うばかりの立派な女王として成長していく（実際にある時期を境に口調が変わる。この辺りは他主人公シナリオで出てきた際にも反映される）。生前のエルファリアから譲り受けたサイファーの石弓を武器として持ち、後にブロムによってサイファーを破るサイファーとして生まれ変わる（設定だけでゲーム中では変化なし）。また、彼女にたびたび付いてきては助言を与えてくれたカエル、ひいては本来の姿であるイングヴェイにほのかな恋心を抱く。
その真の名は「ユグドラシル」であり、予言にある炎を阻む世界樹であることが後に判明する。彼女だけは、真のエンディングにおいて唯一死亡する主人公として描かれる。終章において、イングヴェイと再会する可能性としては、彼と戦うか、灼熱の化身と戦うことで果たされるが、どちらも悲劇の再会となる。だが、あるエンディングでその思いは果たされることになった。
武器が石弓で遠距離武器ということもあり射程は主人公内でも最も長いが、通常攻撃でもPOWを使用する特殊なものになっている。またレイヴスラシルでは、横スクロールシューティングステージが追加されている。
オズワルド
声：千葉進歩
『死と闇黒の剣』の主人公。リングフォールドの重臣、メルヴィンお抱えの剣士。漆黒の鎧に身を包む白髪の青年。
幼い頃に実の両親に捨てられた自分を育ててくれたメルヴィンに心酔しており、彼のためならどんな無謀な戦いも厭わない。メルヴィンから授けられた「魔剣」を操り、それにかけられた契約により竜のハインデルさえも殺める力を振るうことから「竜殺しの魔剣使い」と呼ばれている。だがメルヴィンが起こしたリングフォールドの反乱で、自分が彼の道具でしかなかった事を告げられ、失意のままに契約の代償として死の国に連れ去られるが、青い鳥に導かれて現世に舞い戻り、青い鳥を重ね見たグウェンドリンを愛し、眠り続ける彼女を目覚めさせる方法を探して奔走する。
最終章において、冥府の王となったガロン王に勝利すると、自身の責任がガロン王の息子であり、タイタニア王エドマンドの兄であるエドガーを父としていることが判明する。この事実を見ると、コルネリウスとは従兄弟の関係であることが分かる。また、当初は両親に捨てられたと思い込んでいたが、メルヴィンによって人さらいにあっていたことを彼の死の間際に知り、ガロン王との会話では父に対する復讐のため、エドガーが意図的に逃がした所をメルヴィンに拾われたことが示唆されている。
モデルとなったのはブリュンヒルデの夫であり、竜殺しの伝説を残した英雄シグルズ。
主人公5人の中で唯一アルターでフィギュアが製作・販売されていない。
ベルベット
声：沢城みゆき
『運命とともに』の主人公。 亡国バレンタインの姫。アラビア風の赤い衣服に身を包む美女。容姿が母親に生き写しらしく、実父のオーダインと祖父のバレンタイン王から面影を見いだされている。
普段はおっとりとした性格だが、過酷な運命にも挫けず、抗う芯の強さを持っている。双子の兄イングヴェイがおり、彼とベルベットはバレンタインの民で唯一プーカになっていない。国が滅亡してからは森に隠れ住んでおり、「森の魔女」と恐れられながらも生活を送っている。母の忘れ形見である鎖のサイファーを武器として振るう。亡き母が予言した世界の終末と自身の死の運命に立ち向かうために奔走する。幼少期にバレンタイン王から鞭を使った虐待を受けており、それがトラウマとなっている。
偶然から異母妹・グウェンドリンの存在を知るも、オーダイン同様最初は敵としか見ていなかったが、彼の娘に対する思いとグウェンドリンの優しさに触れたことで次第に姉妹としての情を抱くようになっていく。
彼女だけは終焉に際してコルドロンの危険性を知っており、核を傷つけずに停止させることが出来る。その際にバレンタイン王の怒りを買うが、愛する娘にそっくりのベルベットを殺すことは出来なかった。最終的にコルドロンを動かした際にバレンタイン王のかけた呪いによってプーカに成り果てるが、後にコルネリウスと共に呪いを解き、千年後に結ばれることになる。
モデルとなったのは、美と豊穣をはじめとする多くの概念を司る地母神フレイヤ。

### 各地の王
オーダイン
声：立木文彦
長い髯を蓄えた、ラグナネイブルの統治者。魔王の通り名で知られる優れた魔法使いであると同時に、巨大な鎖付き鉄球のサイファー、バロールを自在に操る屈強な戦士でもある。若い頃に身分を偽って使用人として三賢人に近付き、エンデルフィアと現世を行き来する抜け道を知ったため、生きた身で自由に現世と死の国を行き来する事が出来る。生命の循環を司る結晶にしてオデットの宝石、魔石を武器の材料にするため勝手に強奪していく事から彼女に敵視されている。唯一心から愛した女性・バレンタイン王女やその生き写しの容貌を持つ娘・ベルベットを思う反面、それ以外の人物…たとえそれが妻や娘達であっても冷厳に相対する。しかし、それらの行動は全て「国王」としての責務と「父親」としての振る舞いとの葛藤に悩み苦しむが故のものであり、その裏ではどちらにも愛情を抱いていた事が窺える。
ゲーム中では常時目を閉じているような表情だが、実際は右目が失明しているためである（ゲーム中では向きを変えても画像が反転するため、開いている目を見ることは僅かな回数しかない）。
モデルは北欧神話の主神オーディン。
オデット
声：本田貴子
漆黒のドレスに身を包み、時に優しげな声色で生者を惑わす死の国エンデルフィアの女王。その驕慢な性格は、見える者に高貴な印象を与えるほどである。冥界と現世を繋ぐ存在であり、彼女の存在によって生者の世界に死の国が現出できている。すべての命は死後、彼女に平伏することになるが、彼女の束縛を振り切って死の国から出る方法も存在しており、そういった「摂理に反する者」に対しては、無上の冷酷さをもって応える。
オニキス
声：関智一
赤黒い筋骨隆々の体に白い髪を生やし、黄金の王冠を頂いた炎の国ボルケネルンの王。国で唯一の男であり、国民にして妹、そして兵隊でもあるバルカン達に愛されている。若い青年の姿をしているが、実際はオーダインよりも遥かに長い時を生きている。普段は気品のある礼儀正しい態度をとるが、執着心が強く高慢な性格をしている。グウェンドリンのその気高い心に惹かれており、彼女を自分のものにしたいと願っている。その想いは純粋で一途だが、同時に自分がグウェンドリンを所有出来さえすれば良いと言う、彼女の感情を全く考えない独善的なものでもある。普段は人の姿をとっているが、その本当の姿は全身が溶岩で出来た巨大な異形であり、戦闘時はその正体を表す。
エルファリア
声：本田貴子
花冠を頂き、右手には杖を持つ妖精達の国リングフォールドの美しき女王。真の名は「フィンブルヴェトル」。メルセデスの母親で、黄金色の髪が血縁をうかがわせる。温和でありながらも、賢明で、威厳を備えており、妖精族から絶対的な支持を集めていた。しかし、コルドロン戦争の中でオーダインによって致命傷を受け、辛くも王宮に戻るがメルセデスに遺言を遺して息絶える。本来は破壊も争いも好まない穏健派だが、妖精族が生きるためにコルドロンを巡ってラグナネイブルと争い続けていた。元々はドワーフ族と妖精族は仲が悪かったが、彼女の努力もあり現在の形になっている。
エドマンド
声：松岡文雄
歴史ある東方の大国タイタニアを治める王。国を襲った魔獣を倒した英雄として知られるが、今やその面影は無く、小柄で臆病な老人と化し、果ては側近の魔法使いウルズールの傀儡と成り下がった。コルネリウスをベルベットから引き離して、より国益に資する異国の王女との結婚を推し進めようと奔走する。かつての魔獣討伐の真相は、自国防衛のためにダーコーヴァの獣となるも心を蝕まれた父ガロンを止めるため、ガロン自身の意思で彼を殺めたというものであった。今でこそ臆病な人物だが、彼が国と民を救うべくタイタニア王族の宿命たる「父殺し」を決然と行い、変身の秘術の制御法が確立していなかった当時、父王の二の舞を演じることを厭わず、自らもダーコーヴァの獣になる覚悟をもって、バレンタイン王に侵略を諦めさせたのも事実である。また、父王が目にかけていた優秀な兄王子のエドガーが、反抗心から村娘と駆け落ちし出奔していたことが後に発覚しており、気弱な性格に堕ちたのは自身への劣等感の反動と捉えることも出来る。

### 竜
ワーグナー
声：立木文彦
強大な力を持つ竜の中でも抜きん出た力を持つ世界最強の竜。口から火を吐き、巨大な翼は幾つもの竜巻を起こすほどで、オーダインですら正面から挑もうとはしない。しかし決して凶暴と言う訳ではなく、高い知性と神々しいまでの威厳を持ち、仲間の竜が傷付けられれば復讐し、借りを作れば必ず返す義侠心も持ち合わせている。竜という種族に強い誇りを持っており、竜をも殺せるサイファーの武器や、それを造る者、使う者を憎んでいる。
ベリアル
声：飯塚昭三
紫と黄の鱗を持ち、頬まで裂けた大きな口を持つ巨大な地竜。聡明で心優しく、竜でありながら人間達と共存しようとした。その結果、三賢人に騙されて心臓を魔法の鎖で締め付けられ、隷属させられてしまった。多くの場合ベルドーに使役されており、彼がリングフォールドに加担していたため、結果として妖精達に力を貸す事が多かった。それゆえに妖精達からは「守護竜」と呼ばれていたが、ベリアル自身は使役される事に辟易しており、最後には自ら死を望んだ。
レイヴスラシルに追加された隠しステージ（ボスラッシュマップ）において唯一、2回登場するボスでもある（単体での登場とウルズールとの共闘）。
ハインデル
声：若本規夫
両頬に大きなひれを持ち、黄金色の鱗で全身を覆う地竜。博識にして探究心の強い性格で、未来を見通す能力を持っており、世界の終焉すらも予見している。その性質故に古くからバレンタインの王族と深く関わっていたが、ハインデル自身は彼等の事を友人と思っていた訳ではないようだ。人間に興味を持っており、悩みの解決を求めて訪れた人間の問いに答える事もある。自分がオズワルドに殺される事さえも見通し、それが世界の成り行きに必要な事だと受け入れており、訪れたオズワルドに僅かな助言を遺した後討ち取られた。
レヴァンタン
バレンタイン王が世界を滅ぼすために竜の卵を改変して生み出した竜。バレンタイン王からその力のほとんどを授けられており、幼いながらもオニキスやオズワルドが苦戦する程の力を持つ。頭に卵の殻をかぶっており、その上にバレンタイン王が被っていた王冠を頂いている。一度はコルネリウスに倒されるがバレンタイン王に回収され、予言に相応しい強大な力を得るためにボルケネルンの原初の炎を喰らい続けていた。後にコルドロンの制御に成功したバレンタイン王の指示によりコルドロン内に入り、その莫大なエネルギーをむさぼったために空を覆うほどの竜へと変身する。

### 三賢人
スカルディ
声：西川幾雄
三賢人の一人で、赤いローブに黒いマントで上半身を覆う老人の魔法使い。知的だが陰険な性格で、その口は三賢人以外の誰かに対しての侮辱の言葉を頻繁に吐き出す。ベルベットやイングヴェイらバレンタインの生き残りの前に何度も姿を表す。後にグウェンドリンをさらった事でオズワルドの怒りを買い、戦いの末に殺される。
ウルズール
声：平松慎吾
三賢人の一人で、白いローブに青紫の尖り帽子を被った老人の魔法使い。タイタニアの宮廷魔法使いとしてエドマンドの側近を勤める。だが実際は、魔法と謀略によって裏からエドマンドを唆す逆臣である。タイタニア王族に伝わる秘術を得ようとしており、断固としてそれを出さないエドマンドに業を煮やし、最後にはタイタニアの地下水路にベリアルを呼び出して彼を脅迫した。ベリアルが敗れた際に、術の重要な部分である心臓を失っていることによって操ることが出来なくなり、ベリアルの死に際の行動によって命を落とす。
ベルドー
声：立木文彦
三賢人の一人で、緑のローブに黒いマント、そして赤い尖り帽子を被った老人の魔法使い。リングフォールドでエルファリアに仕えており、ベリアルを操る魔法使いとして重宝されていた。だが後に反逆したメルヴィンに加担し、メルセデスを暗殺しようとした。優れた技術と知識を持ち合わせているが高慢な性格で、自分の意にそぐわない者を従わせようと固執し、周りが見えなくなる事も多い。後にイングヴェイによってプーカに変身させられ、メルセデスの命令で冥界への道案内をすることになる。その後はメルセデスの目を盗んで逃げだそうとするが死神に見つかり命を落とす。しかしプーカの呪いのおかげで魔法と正気を失わなかったためにオデッド亡き後に冥界を脱出、ダーコーヴァの秘術で変身したイングヴェイを以前に研究していた魔法で操ることに成功する。最終章での顛末はキャラによって異なるものの、正気を取り戻したイングヴェイに殺されるか、失った秘術の書を探しさまよう事となる。

### 重要人物
イングヴェイ
声：森久保祥太郎
亡国バレンタインの王子で、ベルベットの双子の兄にあたる青年。暗褐色のマントとターバンに身を包み、三賢人の協力を得つつコルドロン破壊のために各地で暗躍する。過去の悲劇的な経験からか、目的のためなら手段を選ばない独善的な思想を持つ。最愛の妹ベルベットと想いを通わせるコルネリウスを厭み、プーカの呪いをかけたシスコンでもある。だが面倒見の良い一面もあり、ウルズールの呪いを受けている間はメルセデスと行動を共にし、彼女の成長を手助けした。かつて実父・オーダインのためにバレンタインを滅ぼすも彼からの心無い言葉に傷付き、指輪をエルファリアに贈る。その後もベルベットへの兄弟愛やオーダインへの恨みのままに行動する。一方その裏ではカエルの姿となって女王の責務に思い悩むメルセデスに助言を与えて導き、無自覚ながら彼女に惹かれていく。だが、彼の行動の全ては常に彼の望みとは正反対の結果を生み出し、最後には五つの災厄の一端を担う事となる。
バレンタイン王
声：平松慎吾
亡国バレンタインの王で、ベルベットとイングヴェイの祖父にあたる。かつては穏健な心と偉大な魔力によって民から人望を集めた名君だったが、魔法のコインを造った頃から人が変わり、同時期にオーダインと密通し不義の子をもうけた娘のバレンタイン王女を絞殺した上に孫のベルベットを虐待し、最後にはコルドロンを用いてバレンタインを滅亡させ、国民をプーカに変えた。自身も呪いによってレブナントに成り果て、エンデルフィアを放浪していた。だがコルネリウスの出現によってエンデルフィアの外に逃げ、再び世界を滅ぼそうと竜の卵を盗み出し、「予言の竜」レヴァンタンを生み出す。
骸骨を剥き出した躯の姿に変わり果てでも尚、その心は深い憎しみが刻み込まれ、世界を呪い、復讐しようとしている。だが、ベルベットの章では娘の残した手記からその真意を悟り、怒りの衝動で死なせてしまった後悔と悲しみに苛まれて泣き崩れる、哀れな姿を見せた。
あるエンディングでは、生前の人格が変わる前のバレンタイン王を見ることが出来る。
ブリガン
声：飯塚昭三
全身が筋肉で覆われたラグナネイブル軍の屈強な将軍。巨体と豪腕を誇る戦士だが傲慢かつ陰険な性格で、権力に対する欲も深く、言動にも男尊女卑の思想がありありとうかがえる。自分が一番優れた存在であると考え、内心ではラグナネイブルの王座はオーダインよりも自分にこそ相応しいと考えている。大変な大酒飲みで、休みがあればワルキューレ達を侍らせて暴飲暴食をしている。物語の中盤でグウェンドリンによって殺された後、オデットによって亡霊として復活しオーダインの肉体を奪うものの再び倒される。胸に4つある盾は魔法の盾で、その全てを剥がさないとダメージを与えることができない。
グリゼルダ
声：大原さやか
オーダインの娘でグウェンドリンの姉にあたるワルキューレ。妹と似た赤紫色の鎧をまとっている。
多くのワルキューレ達から信頼を集める勇敢なワルキューレの将で、王の娘として、自ら進んで危険な戦場に飛び込んでいく。ラグナネイブル以外の人間に対して冷酷非情な振る舞いをとるが、それも王の娘としての責任感ゆえであり、本人は相当無理をしているらしい。コルドロンを巡る戦争の中で命を落とし、自らが使っていたサイファーの槍をグウェンドリンに譲る。その後、真のエンディングにてレイス達とともに幽体となって現れ、グウェンドリンを導き、オーダインとも和解した。
また、グウェンドリンとオズワルドの章では二人の前にたびたび青い鳥が登場しており、彼女は当初自分の心の声が実体化したものだと思っていた様だが、実際はグリゼルダの魂の一部である事が示唆されている。
ガロン
声：中田譲治
エドマンド王の父、コルネリウスの祖父にあたる人物で、タイタニアの先王。バレンタインによる侵攻から国を守るため、タイタニアの王族に伝わる秘術で魔獣となった。その凄まじい力でバレンタイン軍を撃退するが、次第に心を侵され、守る事を望んだタイタニアで七日七晩暴れ回ってしまう。やがて自ら死を望み、当時若かったエドマンド王にサイファーの剣で自らを殺させた。その後はエンデルフィアの奥で鎖に繋がれ、封じられている。本人はこのまま放置されて安らかに過ごす事を望んでいるが、三賢人によって再び現世に呼び戻され、世界を滅ぼした後の王に据えられようとしている。オデットによる不滅の呪いと、タイタニア王族が抱える「王族は王族によってのみ殺す事が出来る」という宿命から、決して消し去る事の出来ない存在となった。
メルヴィン
声：速水奨
エルファリアの甥で、リングフォールド女王の側近を勤める長髪の美男。オズワルドの上官であり育ての親。真の名は「ニーズヘッグ」。各国との戦争の中でサイファーの有用性に気付き、武器として量産することで国力を強めたいと想っている。非情な野心家だが、全ては祖国を想うが故の行動であり、「リングフォールドのため」という大義名分の下に様々な計略を巡らせる。
ブロム
声：松岡文雄
ドワーフ族（リングフォールドに加担しているためリリパットに分類される）の名鍛冶で、魔石からサイファーを造り出す事が出来る数少ない存在でもある。多くのサイファー武器を制作しており、メルセデスの石弓やオズワルドの魔剣を造ったのも彼である。しかし本人は魔剣を造った事を酷く後悔しており、オズワルドに対して深い罪の意識を抱きつつ、彼と共に行動する。メルヴィンに反抗したために、生きたまま死の国に送られるがメルセデスによって連れ戻され、オーダインのバロールを破るための武器としてリブラムを完成させる。
マシュウ
声：西川幾雄
ドワーフ族（リングフォールドに加担しているためリリパットに分類される）の男で、女王に仕える忠実な執事。幼少の頃からメルセデスの世話係を任されており、彼女からは「爺や」と呼ばれている。エルファリア亡き後はメルセデスの忠臣となり、女王として成長するのを助ける。他のリリパットと違い茶色の帽子を被る。

### プーカ族
ミリス
声：伊藤美紀
ラグナネイブルに奉公に来ている心優しいプーカの女性。グウェンドリンを慕い、身の回りの世話をするだけでなく心の支えにもなっている。彼女のためなら自らの命も惜しまぬほどで、当初はオズワルドがグウェンドリンを狙っていると考え、怯えながらもオズワルドの前に立ち塞がった。
クロイツ先生
声：松岡文雄
ベルベットやイングヴェイに子供の頃から勉学を教えてきた老教師。幅広い知識と年長者らしい落ち着き払った気風を持つ。終焉の予言について研究も行っており、終焉に立ち向かうベルベットに協力する。
メリル
声：南央美
クロイツ先生の娘。世話好きで働き者な性分で、クロイツ先生と共にベルベットを助け、プーカの呪いについて調べていたコルネリウスに呪いを解く方法を教えた。

### その他の種族
レイス
声：若本規夫
死の国の番人で、オデットの使いとして生者の命を刈り取る存在。人にとってはいわゆる死神にあたる存在で、人はその姿を見て戦慄と恐怖に身を震わせ、「死」と称する。エンデルフィアと生者の世界を自在に行き来する事が出来る。
バルカン
声：大原さやか
炎の国の住人であり、炎を体から吹きだす火の化身。オニキスのみを愛する妹でもある。普段は人間の女性の姿をとるが、戦いになると本来の姿である炎の髪と黒炭の体を現し、宙を飛びながら炎の剣を振るう強力な戦士と変貌する。
レブナント
大きな燭台を肩に担ぎ、エンデルフィアの闇を照らす死霊。生前に罪を犯した罪人達の魂であり、その咎として燭台で死の国を照らして回る事をオデットに命じられている。肉も内臓も崩れ落ち、枯れ果てた白髪を生やした骸と化しているが、それでも贖罪を終えることは出来ず、たとえ砂粒にまで砕かれても苦しみ続ける存在。
一部の敵はレブナントの持っている燭台（もしくは一部アイテム）で照らされている範囲に入ると実体化して攻撃が当たるようになるため、戦闘にも関わってくる。
ドワーフ族
工芸に長け、様々な武器や防具を造り出す小人達。魔石からサイファーを造り出すことで強力な武器を制作する事も出来る。古くはリングフォールドに住む妖精だったが些細な事から妖精達と反目しあい、戦に負けて二派に分かれた。現在では、女王に忠誠を誓いリングフォールドに留まった者達と、ラグナネイブルに逃げ延びて魔王に忠誠を誓った者達がいる。リングフォールドに残った者達は「リリパット」と呼ばれ、工芸こそ禁じられたが女王に忠誠を誓う従者となっている。対してラグナネイブルに属する者達は、オーダインが盗み出した魔石からサイファーを生み出す技術者となり、また爆弾兵として戦場に出る。
ゴブリン
イルリットの森やタイタニアのスラム街を根城とする卑劣な追い剥ぎ達。生きながらにしてその身は腐り始めており、それを隠すために目元以外の体全てをボロ布で覆っている。手持ちの短剣には毒が塗られ、自分よりも弱い者を襲って生きている。その正体は性根の悪いプーカ族の成れの果てであり、悔い改めぬ限り体は腐り続けてしまう。マップによっては商人として登場する。
ウォーリアー
ラグナネイブルに住む、巨大な斧を持つ屈強な戦士達。筋骨隆々な体型と、肩までを覆うほどの直毛のヒゲが特徴で、バイキング風の姿をしている。壮年期のベテラン兵士である。
バーサーカー
獣の皮を纏ったラグナネイブルの戦士たち。ラグナネイブルに住む男はバーサーカーになるか死ぬかのどちらかとされている。巨大な盾と斧を持ち、豪腕で周囲を薙ぎ払う強力な戦士である。
ユニコーンナイト
ユニコーンを模した銀の鎧を纏う重装備の騎士。リングフォールドではドワーフ族が造った鎧を着ている戦士が聖騎士を名乗れる。右手には盾、左手にはランスを持ち、女王に絶対の忠誠を誓っている。

## スタッフ
- ディレクター・キャラクターデザイン・シナリオ：神谷盛治
- プロデューサー：山本晃康
- サウンドスーパーバイザー・コンポーザー：崎元仁

## 製作の経緯
当初は『プリンセスクラウン2』として企画された。2Dのグラフィックやアクションバトルなど『プリンセスクラウン』の流れを汲んではいるものの、作品としては完全な新作として開発された。神谷は映画のようなゲームではなく、舞台演劇のような演出を目指そうとワーグナーの『ニーベルングの指環』をモチーフに選んだ。当初は登場人物の名前がブリュンヒルデやジークフリートなど原作そのままだったが、ストーリーはオリジナルの要素が強いため、プレイヤーの間でニーベルングの指輪や北欧神話がこのような物語であると誤解されないようにとキャラクター名もオリジナルのものになった。
本作の発売日は2007年5月17日だが、当初アトラスから2006年内に完成するようにヴァニラウェアへ依頼されていたものの、納期に遅れてしまう。マスターアップはしたものの2006年7月13日発売の『ペルソナ3』（アトラス）の売り上げが好調であったために、発売日が数ヶ月ずらされた。ほぼ同時期の2007年4月12日には同じくヴァニラウェア制作の『グリムグリモア』（日本一ソフトウェア）が発売されたが、同社は開発ラインが一本でありオーディンスフィアが完成した後にグリムグリモアが制作された。

## システム
オーディンスフィアは世界を横から見たサイドビューのアクション画面で物語が進む。槍や剣といったキャラクターごとの武器を使い敵を倒していくが、それだけではなく、魔法やアイテム、装備品も重要な役割を果たす「アクションRPG」である。
成長システムは独特で、一般的なRPGのように敵を倒しても経験値（EXP）が得られない。本作におけるEXPはHP（ヒットポイント、体力）とサイファー（武器、攻撃力）で別々に設定されており、それぞれ成長させる方法が異なる。HPは食料を食べるごとにHP用のEXPが上昇し、一定量に達するごとに最大HPが上昇する。また、主人公たちはいずれも「サイファー」と呼ばれる魔力を秘めた武器を持っており、敵を倒した時に出現する「フォゾン」（魔素）を吸収することでサイファー用のEXPが蓄積され、一定量溜まるとレベルアップして攻撃力が高くなる。
また、この魔法の武器サイファーに蓄積された「フォゾン」を消費して様々な魔法（サイファースキル）を使うことができる。サイファーのレベルがある程度上がると新たな魔法を覚える。
アイテムは「カバン」に入れることが出来る。最初は8個までアイテムを入れられる大きなカバンを2つ持っており16個までのアイテムを所持できるが、さらにカバンを手に入れるごとにアイテムの所持数が増える。アイテムの所持数に限界があるため、手に入れたアイテムをいつ、どこで使うかが攻略上重要になる。
また、アイテムは敵を倒して入手したり、商人から購入する他にも、「マジックレシピ」を入手後に魔法薬を合成することや、植物の種子を地面に植え、フォゾン（魔素）を与えることで「実」を入手することもできる。
食事のレシピを入手した後でプーカの地下街にある料理店や喫茶店に材料と代金を持って行くと料理を注文することができる。食事のグラフィックもそれぞれ個別に用意されており、食欲をそそる。システム的には前述の通り、食事を取ることで最大HPを上昇させることができる。
このようにシステム面でも他の作品には無い独自の要素が取り入れられている。
しかし、ギリギリに行ったバグの修正で負荷が増えたため、敵が多いボス戦等でプレイに支障が出る程の極端な処理落ちが発生する箇所が散在する（特にボスに加えて雑魚敵も多く出現する各キャラ最終章のボスは顕著）。この処理落ちはリメイク版では修正されている。
またレイヴスラシルでは多くの部分が変更されている。
- サイファーの成長システムが変更され、フォゾンを消費することでサイファーの強化およびスキルのレベル上げが可能になった。また吸収したフォゾンを放出することで、植えた種を育てられるようになった。
- カバン以外にアイテムボックスができ、アイテム欄を圧迫する回数が減った。
- プーカの街以外にもステージ内で出張レストランを呼ぶことができるようになった。また仕様が変わり、プーカの街では代金のみで食事できるようになり、出張レストランは素材のみで食事ができるようになった。

## 特典
豪華設定資料集
初回のみに付くB5サイズの設定資料集。ハードカバーで、絵本のようになっており、内容はキャラクターの初期デザイン、設定等。キャラクターや背景のイラストを多数収録。
レイヴスラシルでも設定資料集が初回特典として封入。またゲーム内で一定条件を満たすとPS2版の資料集を閲覧できるようになる。

## 漫画
オーディンスフィア レイヴスラシルを追え!
『レイヴスラシル』のプロモーション漫画。著者は押切蓮介。
オーディンスフィア レイヴスラシル ちいさな妖精女王
『月刊少年シリウス』2016年7月号から2018年3月号まで連載。全3巻。メルセデスを主人公とする漫画版。著者は樋野友行。